# Lex aebutia
En Histoire du droit, la lex aebutia désigne une loi de la Rome antique introduite par le jurisconsulte Sextus Aelius, née à une période incertaine, datée entre 149 et 125 av. J.-C.
Cette loi impose ce qu’on appelait la procédure formulaire qui est entre les mains du préteur, un magistrat spécialisé dans la fonction juridictionnelle.